# Tilleyit
Tilleyit ist ein selten vorkommendes Mineral aus der Mineralklasse der „Silikate und Germanate“ mit der chemischen Zusammensetzung Ca5[(CO3)2|Si2O7] und damit chemisch gesehen ein Calcium-Silikat mit zusätzlichen Carbonat-Ionen. Strukturell gehört Tilleyit zu den Gruppensilikaten.
Tilleyit kristallisiert im monoklinen Kristallsystem und bildet nur wenig entwickelte, irregulär begrenzte, tafelige Kristalle und rundliche Körner aus. In reiner Form ist er farblos und durchsichtig. Durch vielfache Lichtbrechung aufgrund von Gitterfehlern oder polykristalliner Ausbildung kann er aber auch weiß erscheinen, wobei die Transparenz entsprechend abnimmt.

## Etymologie und Geschichte
Erstmals entdeckt wurde Tilleyit in einem Steinbruch bei Crestmore im kalifornischen Riverside County und beschrieben 1933 durch Esper S. Larsen und Kingsley Charles Dunham, die das Mineral nach Cecil Edgar Tilley (1894–1973) benannten, um seine Beiträge zum Studium metamorpher Gesteine zu ehren.
Typmaterial des Minerals wurde an der Harvard University in Cambridge/Massachusetts (Register-Nr. 97301) und dem National Museum of Natural History in Washington, D.C. (Register-Nr. 97246) hinterlegt.

## Klassifikation
In der veralteten 8. Auflage der Mineralsystematik nach Strunz gehörte der Tilleyit zur Mineralklasse der „Silikate“ und dort zur Abteilung „Gruppensilikate (Sorosilikate)“, wo er gemeinsam mit Cuspidin und Rustumit sowie im Anhang mit Foshallasit und Suolunit in der „Cuspidin-Tilleyit-Gruppe“ mit der Systemnummer VIII/B.06 steht.
In der zuletzt 2018 überarbeiteten Lapis-Systematik nach Stefan Weiß, die formal auf der alten Systematik von Karl Hugo Strunz in der 8. Auflage basiert, erhielt das Mineral die System- und Mineralnummer VIII/C.09-020. Dies entspricht der Klasse der „Silikate“ und dort der Abteilung „Gruppensilikate“, wo Tilleyit zusammen mit Aklimait, Cuspidin, Fukalith, Jaffeit, Killalait, Rusinovit und Suolunit eine unbenannte Gruppe mit der Systemnummer VIII/C.09 bildet.
Die von der International Mineralogical Association (IMA) zuletzt 2009 aktualisierte 9. Auflage der Strunz’schen Mineralsystematik ordnet den Tilleyit in die Klasse der „Silikate und Germanate“ und dort in die Abteilung „Gruppensilikate (Sorosilikate)“ ein. Hier ist das Mineral in der Unterabteilung „Si2O7-Gruppen mit zusätzlichen Anionen; Kationen in oktaedrischer [6]er- und größerer Koordination“ zu finden, wo es als einziges Mitglied eine unbenannte Gruppe mit der Systemnummer 9.BE.82 bildet.
In der vorwiegend im englischen Sprachraum gebräuchlichen Systematik der Minerale nach Dana hat Tilleyit die System- und Mineralnummer 56.02.09.01. Das entspricht der Klasse der „Silikate“ und dort der Abteilung „Gruppensilikate: Si2O7-Gruppen und O, OH, F und H2O“. Hier findet er sich innerhalb der Unterabteilung „Gruppensilikate: Si2O7-Gruppen und O, OH, F und H2O mit Kationen in [4] und/oder >[4]-Koordination“ in der „Tilleyit-Killalait-Gruppe“, in der auch Killalait und Foshallasit eingeordnet sind.

## Kristallstruktur
Tilleyit kristallisiert monoklin in der Raumgruppe P21/a (Raumgruppen-Nr. 14, Stellung 3) mit den Gitterparametern a = 15,11 Å; b = 10,24 Å; c = 7,58 Å und β = 105,2° sowie 4 Formeleinheiten pro Elementarzelle.

## Bildung und Fundorte
Tilleyit bildet sich durch Kontaktmetamorphose in der Zone zwischen Vulkaniten und Kalken bei niedrigem Druck und hoher Temperatur. Als Begleitminerale treten unter anderem Calcit, Fluorit, Gehlenit, Grossular, Merwinit, Spurrit, Thaumasit, Vesuvianit und Wollastonit auf.
Als seltene Mineralbildung konnte Tilleyit bisher (Stand: 2019) nur an wenigen Fundorten nachgewiesen werden, wobei bisher rund 20 Fundorte dokumentiert. Neben seiner Typlokalität Crestmore fand sich das Mineral in den Vereinigten Staaten unter anderem noch in einem Steinbruch am Sky Blue Hill in Kalifornien, bei Iron Mountain Distrikt Nr. 2 im Sierra County von New Mexico sowie in einer unbenannten Skarn-Lagerstätte in den Christmas-Mountains im Brewster County und in der „Marble Canyon Mine“ im Culberson County in Texas.
Daneben fand sich Tilleyit auch im Redcap Creek Skarn zwischen Chillagoe und Herberton in der australischen Tablelands Region, an einigen Fundpunkten auf Honshū in Japan, bei Flekkeren in der norwegischen Provinz Telemark, bei Alba und Hunedoara in Rumänien, an der Unteren Tunguska bei Anakit in Sibirien, am Ol Doinyo Lengai im Norden Tansanias sowie bei Kilchoan auf der Halbinsel Ardnamurchan und Camas Mor auf der Isle of Muck im Vereinigten Königreich.